# Koussef-Syndrom
Das Koussef-Syndrom ist eine sehr seltene angeborene Erkrankung mit einer Kombination von Neuralrohrdefekt in Höhe des Kreuzbeines, Herzfehler und Gesichtsdysmorphie.
Die Bezeichnung bezieht sich auf den Autoren der Erstbeschreibung aus dem Jahre 1984 durch den bulgarisch-US-amerikanischen Arzt und Humangenetiker Boris G. Kousseff.
Das Syndrom ist nicht mit dem Koussef-Nichols-Syndrom zu verwechseln.

## Verbreitung
Die Häufigkeit wird mit unter 1 zu 1.000.000 angegeben, bislang wurden 5 Betroffene beschrieben. Die Vererbung erfolgt wohl autosomal-rezessiv.
Bei 1 % der Neuralrohrdefekte soll ein Kousseff-Syndrom vorliegen.

## Ursache
Der Erkrankung liegen in den meisten Fällen Mikrodeletionen auf Chromosom 22 Genort q11 zugrunde, ähnlich der Monosomie 22q11. Die Selbständigkeit des Syndromes ist nicht eindeutig geklärt.

## Klinische Erscheinungen
Klinische Kriterien sind:
- sakrale Meningomyelozele mit Hydrozephalus
- komplexes Herzvitium (Transposition der großen Arterien, Truncus arteriosus communis)
- Gesichtsdysmorphie: tiefsitzende Ohrmuscheln, Retrognathie, kurzer Hals
- mitunter einseitige Nierenagenesie

## Diagnose
Die Diagnose kann bereits pränatal gestellt werden.